# Kanton Bar-le-Duc-2
Bar-le-Duc-2 is een kanton van het Franse departement Meuse en maakt deel uit van het arrondissement Bar-le-Duc.
Bij toepassing van het decreet van 17 februari ,  werd het kanton op 22 maart 2015 gevormd uit een deel van de gemeente Bar-le-Duc, Fains-Véel van het kanton Bar-le-Duc-Nord en de gemeenten Behonne, Chardogne en Vavincourt van het kanton Vavincourt. De twee genoemde kantons werden op die dag opgeheven.

## Gemeenten
Het kanton Bar-le-Duc-2 omvat de volgende gemeenten:
- Bar-le-Duc (deels)
- Behonne
- Chardogne
- Fains-Véel
- Vavincourt